# Dendropsophus coffeus
Dendropsophus coffeus là một loài ếch thuộc họ Nhái bén.
Loài này có ở Bolivia và có thể cả Peru.
Môi trường sống tự nhiên của chúng là rừng ẩm vùng đất thấp nhiệt đới hoặc cận nhiệt đới và đầm nước ngọt.
Chúng hiện đang bị đe dọa vì mất môi trường sống.